# Charles Morris (Politiker)
Rt. Hon. Charles Richard Morris, PC, DL (* 14. Dezember 1926 in Ancoats, Manchester, Lancashire, England; † 8. Januar 2012 in Manchester) war ein britischer Politiker der Labour Party, der unter anderem von 1963 bis 1983 Mitglied des Unterhauses (House of Commons), zwischen 1969 und 1970 Treasurer of the Household sowie von 1974 bis 1979 Staatsminister war.

## Leben
Charles Richard Morris, Sohn des Schildmachers George Morris und dessen Ehefrau Jessie Murphy, wuchs mit sieben Geschwistern in ärmlichen Verhältnissen auf, nachdem sein Vater 1935 im Alter von 44 Jahren verstorben war. Mit Unterstützung eines Geistlichen erhielt die Mutter mit den Kindern eine Wohnung in einem Neubauprojekt in Newton Heath, einem Stadtteil im Norden von Manchester. Er besuchte die örtliche Brookdale Park School und trat 1943 der Labour Party als Mitglied bei. Er leistete von 1945 bis 1948 Militärdienst bei den Royal Engineers der British Army, bevor er zum Postamt wechselte. Er war von 1959 bis 1963 Mitglied des Nationalen Exekutivrates der Postgewerkschaft (Union of Post Office Workers) und von 1954 bis 1964 Mitglied des Stadtrats von Manchester. Bei der Unterhauswahl am 8. Oktober 1959 kandidierte er ohne Erfolg im Wahlkreis „Cheadle“ für ein Unterhausmandat, unterlag allerdings dem Wahlkreisinhaber William Shepherd von der Conservative Party.
Nach dem Tode des bisherigen Wahlkreisinhabers William Williams am 11. September 1963 wurde Morris für die Labour Party bei der erforderlichen Nachwahl im Wahlkreis „Manchester Openshaw“ am 5. Dezember 1963 als dessen Nachfolger erstmals zum Mitglied des Unterhauses (House of Commons) gewählt und gehörte diesem nach seinen Wiederwahlen am 15. Oktober 1964, 31. März 1966 18. Juni 1970, 28. Februar 1974, 10. Oktober 1974 und 3. Mai 1979 bis zur Auflösung des Wahlkreises zur 9. Juni 1983 fast 20 Jahre lang an. Er arbeitete von 1964 bis 1966 als Parlamentarischer Privatsekretär von Postminister Tony Benn.
Während seiner Unterhausmitgliedschaft übernahm Morris daraufhin zwischen dem 25. Januar 1966 und dem 29. Juli 1967 zunächst die Funktion als Assistierender Parlamentarischer Geschäftsführer im Schatzamt (HM Treasury) und danach vom 29. Juli 1967 bis zum 13. Oktober 1969 als Parlamentarischer Geschäftsführer (Whip) und Vice-Chamberlain of the Royal Household, ehe er zwischen dem 13. Oktober 1969 und dem 18. Juni 1970 als stellvertretender Parlamentarischer Hauptgeschäftsführer (Deputy Chief Whip) der Labour Party-Fraktion und zugleich als Treasurer of the Household fungierte. Nach der Niederlage der Labour Party bei der Unterhauswahl am 18. Juni 1970 arbeitete er bis 1974 als Parlamentarischer Privatsekretär des bisherigen Premierministers und damaligen Oppositionsführers Harold Wilson.
Nach dem Wahlsieg der Labour Party am 28. Februar 1974 übernahm Charles Morris im Kabinett Wilson III vom 7. März bis zum 18. Oktober 1974 als Staatsminister für urbane Angelegenheiten (Minister of State for Urban Affairs) im Umweltministerium. Danach wurde er im Kabinett Wilson IV am 18. Oktober 1974 Staatsminister im Ministerium für den öffentlichen Dienst (Minister of State for the Civil Service Department) und bekleidete dieses Regierungsamt vom 8. April 1976 bis zum 4. Mai 1979 auch im darauf folgenden Kabinett Callaghan. Darüber hinaus wurde er 1978 zum Mitglied des Privy Council (PC) berufen, ein politisches Beratungsgremium des britischen Monarchen. Nach seinem Ausscheiden aus dem Unterhaus am 9. Juni 1983 wurde er 1985 zum Deputy Lieutenant (DL) des Metropolitan County Greater Manchester ernannt. Darüber hinaus war er zwischen 1987 und 2001 zunächst stellvertretender Vorstandsvorsitzender sowie im Anschluss von 2001 bis 2005 Vorstandsvorsitzender der „Ponti’s Group Ltd“.
Aus seiner 1950 geschlossenen Ehe mit Pauline Dunn gingen zwei Kinder hervor, darunter die Politikerin Estelle Morris, Baroness Morris of Yardley (* 1952), die unter anderem Ministerin im Kabinett Blair II war. Sein jüngerer Bruder war der Politiker Alf Morris, Baron Morris of Manchester (1928–2012).